# Irakli Lomouri
Irakli Lomouri (en georgiano ირაკლი ლომოური; Tiflis, 12 de abril de 1959) es un novelista, dramaturgo y traductor georgiano.

## Biografía
Irakli Lomouri se graduó en la facultad de Estudios Orientales de la Universidad Estatal de Tiflis en 1981.
Ingresó posteriormente en la Academia Teológica de Tiflis, especializándose en Antropología Cristiana. 
Después de graduarse siguió la carrera docente y estuvo impartiendo clases de Historia de la Religión en diversas instituciones.
Lomouri tiene años de experiencia en la industria de la radio, y varios de sus dramas radiofónicos han sido retransmitidos en la Radio Nacional de su país. En 2005, el director de cine georgiano Merab Kokochashvili realizó una película basada en su guion cinematográfico Usui.
En su faceta como traductor, ha traducido, entre otros, El padrino, de Mario Puzo, y Perdida, de Gillian Flynn.
Recientemente ha terminado de trabajar en un proyecto educativo-cognitivo apoyado por el Comité Olímpico Nacional de Georgia, publicando la enciclopedia para adolescentes Viaje a Olimpia (2014).
Actualmente es fundador y editor jefe de la revista literaria Fantasti.

## Obra
Las primeras obras literarias de Irakli Lomouri aparecieron en periódicos georgianos en 1982.
Tras su primer trabajo, el cuento titulado Un incidente (1999), Lomouri se dio a conocer a la audiencia por sus novelas de detectives El sello de Tiflis o Asesinato en la familia y Asesinato en el centro de sexología.
Sus obras abarcan una amplia gama de géneros, habiendo contribuido a la literatura infantil con libros tan populares como 33 rimas con enigma para divertirse y Mamlakuda y otros cuentos.
El estilo literario de Lomouri ha sido descrito como irónico-absurdo, pero la profundidad de sus textos hace difícil su catalogación en el marco de ningún género. Hay una característica principal que se encuentra en todas sus obras, y es la compasión del autor hacia el ser humano y su habilidad para conseguir que el lector sienta esa misma compasión hacia sus personajes.
Todo ello se refleja en su libro Auto-obituario (ავტონეკროლოგი, 2012), recopilación de relatos donde se puede encontrar prosa psicológica, fantasía, surrealismo y misticismo, todo enriquecido con un humor brillante y grotesco. Los relatos son fantasmagóricos, interesantes, fáciles de leer y muchos de ellos tienen un final absolutamente inesperado.